# Štefan Slezák (protifašistický bojovník)
Štefan Slezák (31. prosinec 1891 Stará Turá – 11. leden 1964 Bratislava) byl četník, důstojník a protifašistický bojovník. Jeho otec se jmenoval Šimon Slezák a jeho matka Alžběta Trokanová.

## Životopis
Roku 1913 absolvoval učitelský ústav v Šoproni. Po roce 1922 byl důstojník četnictva na různých místech. Během 1. světové války legionář v Rusku. Od roku 1939 byl napojen na odbojovou skupinu Obrana národa, občanskou odbojovou skupinu Flora a další. V prosinci 1943 se stal signatářem memoranda Flóry. Spolupracoval s československou exilovou vládou v Londýně. Během slovenského národního povstání byl přednostou bezpečnostního odboru předsednictva SNR pro vnitřní věci v Banské Bystrici.

## Ocenění
- Roku 1946 vyznamenán Řádem SNP I. třídy